# Giovanni III della Frisia orientale-Rietberg
Giovanni III della Frisia orientale-Rietberg (Aurich, 1566 – Rietberg, 23 gennaio 1625) è stato un nobile tedesco.

## Biografia
Figlio di Edzardo II della Frisia orientale e della principessa Caterina Vasa, figlia di re Gustavo I di Svezia. Come fratello minore di Enno III della Frisia orientale, fu il fondatore della linea cattolica dei conti della Frisia orientale, il cosiddetto "ramo di Rietberg", dall'omonima contea sulla quale ebbero giurisdizione.
Nel 1601 sposò Sabina Caterina, figlia di suo fratello maggiore Enno e fu in quel momento che ottenne ufficialmente la reggenza della contea di Rietberg che perveniva alla sua famiglia attraverso la madre, Walpurga di Rietberg insieme all'Harlingerland. Giovanni fu di fede cattolica e pertanto il suo matrimonio con una consaguinea stretta dovette essere autorizzato con dispensa papale.
Assieme a sua moglie, la quale si convertì al cattolicesimo nel 1601, decise di annullare la riforma protestante come religione di stato nella contea di Rietberg. Questo gesto gli aprì quindi le porte alla carriera al servizio del Sacro Romano impero. Divenne quindi ufficiale d'esercito e prese parte alla ricattura del vescovato di Paderborn nel 1604, non rimanendo estraneo alle atrocità commesse contro la popolazione locale.
Promosse l'apertura di un monastero francescano a Rietberg e si impegnò nel contempo nel rifacimento del palazzo dei conti di Rietberg in stile rinascimentale.

## Matrimonio e figli
Giovanni III sposò Sabina Caterina della Frisia orientale, erede della contea di Rietberg e sua nipote. Da questo matrimonio nacquero undici figli:
- Edzardo (2 febbraio 1602 - 28 marzo 1603)
- Anna Walpurga (27 ottobre 1603 - 29 novembre 1604)
- Caterina Maria (28 ottobre 1604 - †?), sposò il margravio di Warenbon
- Ernesto Cristoforo (1 aprile 1606 - 31 dicembre 1640), conte di Rietberg (1625-1640), vice maresciallo imperiale, sposò Albertina Maria de St. Martin
- Enno Filippo (23 marzo 1608 - 14 maggio 1636), canonico a Colonia, Strasburgo e Paderborn
- Leopoldo (23 novembre 1609 - 14 novembre 1635), canonico a Colonia, Strasburgo e Paderborn
- Walpurga Maria (8 maggio 1612 - 13 giugno 1613)
- Ferdinando Francesco (4 ottobre 1613 - 27 giugno 1648), canonico a Colonia, Magdeburgo, Strasburgo e Halberstadt
- Clara Sofia (7 marzo 1615 - †?)
- Anna Clara (30 maggio 1616 - †?)
- Giovanni IV (31 maggio 1618 - 7 agosto 1660), conte di Rietberg (1640-1660), sposò Anna Caterina di Salm-Reifferscheidt

## Albero genealogico
|                                              |                     |                               | Genitori                           |  |  | Nonni |  |  | Bisnonni                         |  |  | Trisnonni                       |  |
|                                              |                     |                               |                                    |  |  |       |  |  | Edzardo I della Frisia orientale |  |  | Ulrico I della Frisia orientale |  |
|                                              |                     |                               |                                    |  |  |       |  |  | Edzardo I della Frisia orientale |  |  | Ulrico I della Frisia orientale |  |
|                                              |                     | Theda Ukena                   |                                    |  |  |       |  |  | Edzardo I della Frisia orientale |  |  |                                 |  |
| Enno II della Frisia orientale               |                     |                               |                                    |  |  |       |  |  | Edzardo I della Frisia orientale |  |  |                                 |  |
|                                              |                     | Elisabetta di Rietberg        | Giovanni I di Rietberg             |  |  |       |  |  |                                  |  |  |                                 |  |
|                                              |                     | Elisabetta di Rietberg        | Giovanni I di Rietberg             |  |  |       |  |  |                                  |  |  |                                 |  |
|                                              |                     | Elisabetta di Rietberg        | Margherita di Lippe                |  |  |       |  |  |                                  |  |  |                                 |  |
| Edzardo II della Frisia orientale            |                     | Elisabetta di Rietberg        |                                    |  |  |       |  |  |                                  |  |  |                                 |  |
|                                              |                     | Giovanni V di Oldenburg       | Gerardo VI di Oldenburg            |  |  |       |  |  |                                  |  |  |                                 |  |
|                                              |                     | Giovanni V di Oldenburg       | Gerardo VI di Oldenburg            |  |  |       |  |  |                                  |  |  |                                 |  |
|                                              |                     | Giovanni V di Oldenburg       | Adelaide di Tecklenburg            |  |  |       |  |  |                                  |  |  |                                 |  |
| Anna di Oldenburg                            |                     | Giovanni V di Oldenburg       |                                    |  |  |       |  |  |                                  |  |  |                                 |  |
|                                              |                     | Anna di Anhalt-Zerbst         | Giorgio I di Anhalt-Zerbst         |  |  |       |  |  |                                  |  |  |                                 |  |
|                                              |                     | Anna di Anhalt-Zerbst         | Giorgio I di Anhalt-Zerbst         |  |  |       |  |  |                                  |  |  |                                 |  |
|                                              |                     | Anna di Anhalt-Zerbst         | Anna di Lindow-Ruppin              |  |  |       |  |  |                                  |  |  |                                 |  |
| Giovanni III della Frisia orientale-Rietberg |                     | Anna di Anhalt-Zerbst         |                                    |  |  |       |  |  |                                  |  |  |                                 |  |
|                                              | Erik Johansson Vasa | Johan Kristersson Vasa        |                                    |  |  |       |  |  |                                  |  |  |                                 |  |
|                                              | Erik Johansson Vasa | Johan Kristersson Vasa        |                                    |  |  |       |  |  |                                  |  |  |                                 |  |
|                                              | Erik Johansson Vasa | Birgitta Gustafsdotter Sture  |                                    |  |  |       |  |  |                                  |  |  |                                 |  |
| Gustavo I di Svezia                          | Erik Johansson Vasa |                               |                                    |  |  |       |  |  |                                  |  |  |                                 |  |
|                                              |                     | Cecilia Månsdotter Eka        | Måns Karlsson Eka                  |  |  |       |  |  |                                  |  |  |                                 |  |
|                                              |                     | Cecilia Månsdotter Eka        | Måns Karlsson Eka                  |  |  |       |  |  |                                  |  |  |                                 |  |
|                                              |                     | Cecilia Månsdotter Eka        | Sigrid Eskilsdotter Banér          |  |  |       |  |  |                                  |  |  |                                 |  |
| Caterina Vasa                                |                     | Cecilia Månsdotter Eka        |                                    |  |  |       |  |  |                                  |  |  |                                 |  |
|                                              |                     | Erik Abrahamsson Leijonhufvud | Abraham Kristiernsson Leijonhufvud |  |  |       |  |  |                                  |  |  |                                 |  |
|                                              |                     | Erik Abrahamsson Leijonhufvud | Abraham Kristiernsson Leijonhufvud |  |  |       |  |  |                                  |  |  |                                 |  |
|                                              |                     | Erik Abrahamsson Leijonhufvud | Brigitta Månsdotter Natt och Dag   |  |  |       |  |  |                                  |  |  |                                 |  |
| Margherita Leijonhufvud                      |                     | Erik Abrahamsson Leijonhufvud |                                    |  |  |       |  |  |                                  |  |  |                                 |  |
|                                              |                     | Ebba Eriksdotter Vasa         | Erik Karlsson Vasa                 |  |  |       |  |  |                                  |  |  |                                 |  |
|                                              |                     | Ebba Eriksdotter Vasa         | Erik Karlsson Vasa                 |  |  |       |  |  |                                  |  |  |                                 |  |
|                                              |                     | Ebba Eriksdotter Vasa         | Anna Karlsdotter Vinstorpa         |  |  |       |  |  |                                  |  |  |                                 |  |
|                                              |                     | Ebba Eriksdotter Vasa         |                                    |  |  |       |  |  |                                  |  |  |                                 |  |